# Nikolai Nikolajewitsch Gubenko
Nikolai Nikolajewitsch Gubenko (russisch Николай Николаевич Губенко; * 17. August 1941 in Odessa, Ukrainische SSR; † 16. August 2020) war ein sowjetischer und russischer Schauspieler, Filmregisseur und Politiker der Kommunistischen Partei der Russischen Föderation.

## Leben

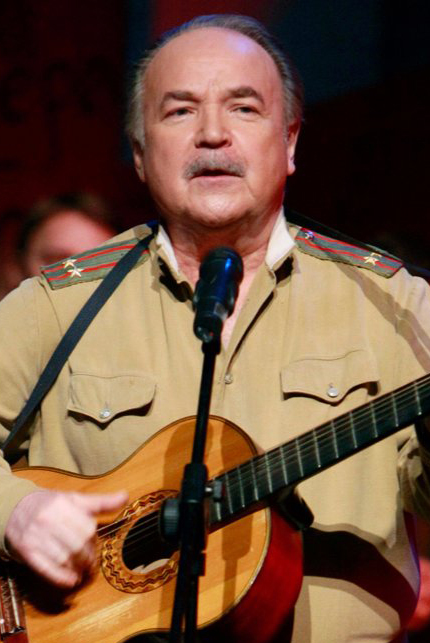
Nikolai Gubenko

Gubenko besuchte die Moskauer Filmhochschule WGIK, wo er 1964 die Schauspielklasse und 1970 die Regieklasse bei Sergei Gerassimow und Tamara Makarowa absolvierte. Er war am Moskauer Theater des Dramas und der Komödie an der Tanganka tätig. Zu seinen Bühnenerfolgen gehörten insbesondere die Rolle des Fliegers Yang Sun in Der gute Mensch von Sezuan und die Titelrolle der weiteren Brecht-Inszenierung Der aufhaltsame Aufstieg des Arturo Ui unter der Regie von Siegfried Kühn.
Sein Filmdebüt hatte Gubenko 1964. Im darauffolgenden Jahr erlangte er Beachtung in Marlen Chuzijews Ich bin zwanzig Jahre alt. In seiner Schauspielkarriere übernahm er vielseitige Rollen heroischer bis exzentrischer Figuren, darunter in Andrei Michalkow-Kontschalowskis Turgenjew-Verfilmung Ein Adelsnest (1969), Alexei Saltykows Der Direktor (1970), Sergei Bondartschuks Sie kämpften für die Heimat (1975) und Gleb Panfilows Ich bitte ums Wort (1976).
1972 legte Gubenko mit Ein Soldat kehrt von der Front zurück seine erste eigene Regiearbeit vor, die wegen ihrer dokumentarischen Genauigkeit gelobt wurde. In diesem Film übernahm er gleichzeitig die Hauptrolle des Nikolai Maximowitsch. Für seinen Film Mit gebrochenen Schwingen (1977) erhielt er auf dem Allunionsfestival 1978 den Hauptpreis. Bei seiner vierten Regiearbeit, der Satire Aus dem Leben von Kurgästen (1981), schrieb er erstmals auch das Drehbuch.
1985 wurde Gubenko mit dem Titel Volkskünstler der RSFSR ausgezeichnet.

## Politik
Gubenko wurde 1987 Mitglied der KPdSU und 1990 Mitglied des Zentralkomitees der KPdSU. Von November 1989 bis November 1991 war er als Nachfolger von Wassili Sacharow Kulturminister in der Sowjetunion. Von 1995 bis 2003 war er Abgeordneter in der Duma und war ab 1999 Vorsitzender des Ausschusses für Kultur und Tourismus. 1997 wurde er Mitglied des Präsidiums des Zentralkomitees der KPRF, was er bis 2002 blieb.
Im Mai 2002 wurde er aus der Partei ausgeschlossen, weil er einem Parteibeschluss nicht nachgekommen war. Dieser hatte von Parteimitgliedern verlangt, ihre Führungspositionen in der Duma aufzugeben. Ein Jahr später wurde er wieder Mitglied der Partei.
Von 2005 bis 2020 war er Mitglied der Moskauer Stadtduma, ab 2009 als deren stellvertretender Vorsitzender.

## Filmografie (Auswahl)
als Schauspieler:
- 1965: Ich bin zwanzig Jahre alt (Мне двадцать лет)
- 1967: Parole unnötig (Пароль не нужен)
- 1968: Der erste Kurier (Первый курьер)
- 1969: Ein Adelsnest (Дворянское гнездо)
- 1970: Der Direktor (Директор)
- 1972: Ein Soldat kehrt von der Front zurück (Пришёл солдат с фронта)
- 1975: Sie kämpften für die Heimat (Они сражались за родину)
- 1976: Ich bitte ums Wort (Прошу слова)
- 1977: Mit gebrochenen Schwingen (Подранки)

als Regisseur:
- 1972: Ein Soldat kehrt von der Front zurück (Пришёл солдат с фронта)
- 1974: Wenn du glücklich sein willst (Если хочешь быть счастливым)
- 1977: Mit gebrochenen Schwingen (Подранки)
- 1981: Aus dem Leben von Kurgästen (Из жизни отдыхающих)
- 1988: Sperrzone (Запретная зона)